# Seznam ameriških letalskih asov prve svetovne vojne
Seznam ameriških letalskih asov prve svetovne vojne je urejen po številu letalskih zmag.
(Opomba: pri vojaških pilotih, ki so služili v RAF ali pri francoskemu letalstvu.)

## Seznam
| - Edward V. Rickenbacker - 26(24.33?) - S. C. Rosevear - 23 (letal pri RAF) - William C. Lambert - 22 (letal pri RAF) - Frederick W. Gillette - 20 (letal pri RAF) - John J. Malone - 20 (letal pri RAF) - Alan M. Wilkinson - 19 (letal pri RAF) - Frank Luke - 18(15.83?)(21?) - Frank L. Hale - 18 (letal pri RAF) - Paul Thayer Iaccaci - 18 (letal pri RAF) - Raoul G. Lufbery - 17 (franc. VL) - Harold A. Kullberg - 16 (letal pri RAF) - Oren J. Rose - 16 (letal pri RAF) - William McGovern - 15 (franc. VL) - C. T. Warman - 15 (letal pri RAF) - Fredrick Libby - 14 (letal pri RAF) - George A. Vaughn - 13(9.5?) (letal pri RAF) - Field E. Kindley - 12(11?) (letal pri RAF) - Elliot White Springs - 12(10.75?) (letal pri RAF) - Frank L. Baylies - 12 (franc. VL) - Louis B. Bennett - 12 (letal pri RAF) - Thayer A. Iaccaci - 11 (letal pri RAF) - Jacques M. Swaab - 10(8.5?) - Reed G. Landis - 10 (letal pri RAF) - Paul F. Baer - 9(7.75?) (franc. VL) - Lloyd A. Hamilton - 9(6.83?) (letal pri RAF) - Thomas G. Cassady - 9(6.63?) (franc. VL) - Chester E. Wright - 9(6.33?) - John S. Griffith - 9 (letal pri RAF) - Henry R. Clay - 8(7?) - Jesse O. Creech - 8(6?) - Wilbur W. White - 8(6.66?) - Frank O. D. Hunter - 8(6.5?) - Clinton Jones - 8(6.16?) - James A. Meissner - 8(5.66?) - Hamilton Coolidge - 8(5.58?) - William P. Erwin - 8(3.75?) - G. DeFreest Larner - 8(3.33?) - Edwin C. Parsons - 8 (franc. VL) - James A. Connelly - 8 (franc. VL) - John Owen Donaldson - 8 (letal pri RAF) - Howard R. Burdick - 7(6?) - Reed M. Chambers - 7(6?) - Lansing C. Holden - 7(6.5?) - Harvey Weir Cook - 7(5.66?) - Leslie J. Rummel - 7(5.16?) - Sumner Sewall - 7(4.53?) - William H. Stovall - 7(3.83?) - Charles J. Biddle - 7(3.16?) (franc. VL) - Wendel A. Robertson - 7(2.94?) - Karl J. Schoen - 7(1.92?) - E. M. Roberts - 7 (letal pri RAF) - John W. F. M. Huffer - 7 (franc. VL) - David E. Putnam - 6(12?) (franc. VL) - Martinus Stenseth - 6(6.47?) - Douglas Campbell - 6(5.5?) | - Howard C. Knotts - 6(5.5?) - Edgar G. Tobin - 6(4.83?) - Jerry C. Vasconcells - 6(4.66?) - Remington D. B. Vernam - 6(4.5?) - David M. McClure - 6(3?) - Errol H. Zistell - 6(3?) (letal pri RAF) - James D. Beane - 6(3.83?) - Murray K. Guthrie - 6(3.66?) - Frank K. Hayes - 6(3.1?) - John K. McArthur - 6(3.15?) - Edward P. Curtis - 6(2.91?) - Arthur R. Brooks - 6(2.66?) - James A. Keating - 6(2.5?) (letal pri RAF) - Donald Hudson - 6(2.48?) - Robert O. Lindsey - 6(2.44?) - Kenneth L. Porter - 6(2.15?) - James Norman Hall - 6(1.83?) franc. VL) - Frank A. Robertson - 6 (letal pri RAF) - Harold Evans Hartney - 6 - William T. Ponde - 6(5?) (franc. VL) - William Thaw - 5.83(1.83?) (franc. VL) - Charles R. D'Olive - 5(4?) - David M. Peterson - 5(4?) (franc. VL) - Zenes R. Miller - 5(4?) - James Knowles Jr. - 5(4.2?) - Orville A. Ralston - 5(4.25?) (letal pri RAF) - William D. Tipton - 5(3?) (letal pri RAF) - Hilbert L. Bair - 5(3.88?) (letal pri RAF) - Robert M. Todd - 5(3.83?) - Joseph F. Wehner - 5(3.5?) - Rodney D. Williams - 5(3.5?) - Lawrence K. Calahan - 5(2?) (letal pri RAF) - Victor H. Strahm - 5(2?) - James A. Healy - 5(2.9?) - Charles G. Grey - 5(2.8?) - Geroge W. Furlow - 5(2.66?) - Edward M. Haight - 5(2.49?) - Harold H. George - 5(2.49?) - Harold R. Buckley - 5(2.36?) - Ralph A. O'Neill - 5(1.39?) - Everett R. Cook - 5(1.23?) - John J. Seerley - 5(1.1?) - J. Sidney Owens - 5(1.1?) - Alexandre Matthews - 5 (letal pri RAF) - Bogart Rogers - 5 (letal pri RAF) - Charles H. Veil - 5 (franc. VL) - Clayton L. Bissell - 5 - David Sinton Ingalls - 5 (USN) - Dean I. Lamb - 5 (letal pri RAF) - Ewart S. Miller - 5 - Francis P. Magoun - 5 (letal pri RAF) - Fredrick E. Luff - 5 (letal pri RAF) - F. Westing - 5 (letal pri RAF) - Norman Prince - 5 (franc. VL) - W. J. Pace - 5 (letal pri RAF) |